# Grande Premio Brasil Caixa de Atletismo
Le Grand Prix d'athlétisme du Brésil (nom officiel en portugais : Grande Premio Brasil Caixa de Atletismo) est un meeting international d'athlétisme qui se déroule une fois par an au Brésil. Créée en 1985, la compétition a changé plusieurs fois de site et figure en 2011 parmi les 14 meetings du Challenge mondial IAAF.

## Histoire
Entre 1985 et 1995, le meeting a lieu à São Paulo, au stade Ícaro-de-Castro-Melo. À partir de 1990 il devient un Grand Prix IAAF.
De 1996 à 2001, il se déroule au stade Célio de Barros de Rio de Janeiro, avant d'être déplacé au Mangueirão (le stade olympique du Pará à Belém) jusqu'en 2009.
En 2010 le meeting fait partie du Challenge mondial IAAF et revient à Rio, il se dispute à l'Engenhão durant trois ans.
En 2013 il revient à Belém, toujours au stade olympique du Pará.
Après une année de pause en 2015, il revient au calendrier et se déroule à l'Arena Caixa de São Bernardo do Campo en 2016 et 2017.
En 2018 et en 2019, il se tient à Bragança Paulista. La Brésilienne Andressa de Morais y bat le record d'Amérique du Sud du lancer de disque avec un lancer à 65,10 m.

## Records du meeting

### Hommes
| Épreuve           | Record                                | Athlète                                                                         | Site                  | Date                    | Réf.  |
| ----------------- | ------------------------------------- | ------------------------------------------------------------------------------- | --------------------- | ----------------------- | ----- |
| 100 m             | 9 s 99 (-0,3 m/s)                     | Daniel Bailey                                                                   | Belém                 | 24 mai 2009             |       |
| 200 m             | 20 s 02 (+0,5 m/s)                    | Michael Johnson                                                                 | São Paulo             | 19 mai 1991             |       |
| 400 m             | 44 s 45                               | Leonard Byrd                                                                    | Belém                 | 5 mai 2002              |       |
| 800 m             | 1 min 44 s 52                         | Gilbert Kipchoge                                                                | Belém                 | 25 mai 2008             |       |
| 1 000 m           | 2 min 18 s 70                         | Justus Koech                                                                    | Belém                 | 21 mai 2006             |       |
| 1 500 m           | 3 min 34 s 99                         | Noureddine Morceli                                                              | Rio de Janeiro        | 3 mai 1998              |       |
| 3 000 m           | 7 min 43 s 15                         | Simon Chemoiywo                                                                 | São Paulo             | 14 mai 1995             |       |
| 5 000 m           | 13 min 17 s 64                        | Abraham Chebii                                                                  | Rio de Janeiro        | 23 mai 2010             |       |
| 10 000 m          | 28 min 21 s 25                        | Robert Sigei                                                                    | Belém                 | 24 mai 2009             |       |
| 3 000 m steeple   | 8 min 26 s 95                         | Patrick Langat                                                                  | Belém                 | 25 mai 2008             |       |
| 110 m haies       | 13 s 30 (-0,8 m/s) 13 s 30 (+0,5 m/s) | Jack Pierce Redelén dos Santos                                                  | São Paulo Belém       | 14 mai 1995 22 mai 2005 |       |
| 400 m haies       | 48 s 12                               | Samuel Matete                                                                   | Rio de Janeiro        | 4 mai 1996              |       |
| Saut en hauteur   | 2,36 m                                | Javier Sotomayor                                                                | São Paulo             | 21 mai 1994             |       |
| Saut à la perche  | 5,92 m                                | Dean Starkey                                                                    | São Paulo             | 21 mai 1994             |       |
| Saut en longueur  | 8,51 m (+1,7 m/s)                     | Roland McGhee                                                                   | São Paulo             | 14 mai 1995             |       |
| Triple saut       | 17,90 m (+0,4 m/s)                    | Jadel Gregório                                                                  | Belém                 | 20 mai 2007             |       |
| Lancer du poids   | 21,82 m                               | Darlan Romani                                                                   | São Bernardo do Campo | 3 juin 2017             | [ 2 ] |
| Lancer du disque  | 67,02 m                               | Attila Horváth                                                                  | São Paulo             | 19 mai 1991             |       |
| Lancer du marteau | 79,90 m                               | Primož Kozmus                                                                   | Belém                 | 24 mai 2009             |       |
| Lancer du javelot | 88,20 m                               | Jan Železný                                                                     | Rio de Janeiro        | 14 mai 1995             |       |
| 4 × 100 m         | 38 s 63                               | Brésil A Carlos Roberto de Moraes Jr Sandro Viana Nilson André Diego Cavalcanti | Rio de Janeiro        | 19 mai 2012             |       |
| 4 × 400 m         | 3 min 01 s 88                         | Venezuela Alberth Bravo Arturo Ramirez José Meléndez Omar Longart               | Rio de Janeiro        | 19 mai 2012             |       |

### Femmes
| Épreuve           | Record                                | Athlète                                                                            | Site                  | Date                   | Réf.  |
| ----------------- | ------------------------------------- | ---------------------------------------------------------------------------------- | --------------------- | ---------------------- | ----- |
| 100 m             | 11 s 05 (+1,7 m/s)                    | Ana Claudia Silva                                                                  | Belém                 | 12 mai 2013            |       |
| 200 m             | 22 s 43 (-2,0 m/s)                    | Gwen Torrence                                                                      | São Paulo             | 14 mai 1995            |       |
| 400 m             | 50 s 38                               | Rochelle Stevens                                                                   | São Paulo             | 17 mai 1992            |       |
| 800 m             | 1 min 57 s 38                         | Maria Mutola                                                                       | São Paulo             | 16 mai 1993            |       |
| 1 500 m           | 4 min 12 s 03                         | Mardrea Hyman                                                                      | Belém                 | 5 mai 2002             |       |
| 3 000 m           | 9 min 2 s 16                          | Olga Churbanova                                                                    | São Paulo             | 17 mai 1992            |       |
| 3 000 m steeple   | 9 min 31 s 03                         | Salima El Ouali Alami                                                              | Rio de Janeiro        | 19 mai 2012            |       |
| 100 m haies       | 12 s 64 (+0,7 m/s) 12 s 64 (+2,2 m/s) | Brigitte Foster Priscilla Lopes                                                    | Belém                 | 5 mai 2002 20 mai 2007 |       |
| 400 m haies       | 53 s 56                               | Lashinda Demus                                                                     | Belém                 | 22 mai 2005            |       |
| Saut en hauteur   | 2,00 m                                | Stefka Kostadinova                                                                 | São Paulo             | 21 septembre 1986      |       |
| Saut à la perche  | 4,75 m                                | Fabiana Murer                                                                      | Rio de Janeiro        | 23 mai 2010            |       |
| Saut en longueur  | 7,10 m                                | Inessa Kravets                                                                     | São Paulo             | 20 mai 1990            |       |
| Triple saut       | 14,81 m (+1,7 m/s)                    | Trecia Smith                                                                       | Belém                 | 22 mai 2005            |       |
| Lancer du poids   | 20,73 m                               | Vita Pavlysh                                                                       | Rio de Janeiro        | 4 mai 1997             |       |
| Lancer du disque  | 66,67 m                               | Olena Antonova                                                                     | Rio de Janeiro        | 14 mai 2000            |       |
| Lancer du marteau | 78,00 m                               | Anita Wlodarczyk                                                                   | São Bernardo do Campo | 3 juin 2017            | [ 2 ] |
| Lancer du javelot | 62,33 m                               | Osleidys Menéndez                                                                  | Belém                 | 21 mai 2006            |       |
| 4 × 100 m         | 43 s 01                               | Brésil A Ana Cláudia Lemos da Silva Vanda Gomes Evelyn dos Santos Rosângela Santos | Rio de Janeiro        | 19 mai 2012            |       |
| 4 × 400 m         | 3 min 31 s 79                         | Brésil A Geisa Coutinho Lucimar Teodoro Joelma Sousa Jaílma de Lima                | Rio de Janeiro        | 19 mai 2012            |       |